# Венкатешвара
Венкате́швара (англ. Venkateswara, «Владыка горы Венката», телугу వెంకటేశ్వరుడు, వెంకన్న, хинди वेंकटेश्वर) — один из обликов Махавишну в индуизме.
Известен также под именами Венкатачалапа́ти (Veṅkaṭācalapati), Шринива́са (Śrīnivāsa), Ба́ладжи (Bālājī), Венка́та (Veṅkaṭā), Венка́та Рамана́ (Venkata Ramana), Тирупати Тиммапа (Tirupati Timmappa), Говиндараджа (Govindha Raja). Всего в вайшнавской традиции почитается 108 имён Венкатешвары.
В индуизме считается воплощением Вишну, который спустился на Землю как спаситель и покровитель человечества. Его культовый центр находится в Тирупати (Тирумале), где он почитается как местный бог. Облик божества полностью закрыт цветочными гирляндами, золотыми одеждами и украшениями. Посетителям святилища видны только голова и ступни божества. Глаза Венкатешвары прикрыты вайшнавской тилакой. Однако его уши открыты для молитв верующих. Посетители храма верят, что просьба, произнесённая верующим в храме Венкатешвары, обязательно будет исполнена.
Оригинальное божество Венкатешвары установлено в Храме Тирумалы Венкатешвары, расположенном на холме Венкатадри, одном из семи холмов Тирумалы, у подножия которых раскинулся город храмов Тирупати (округ Читтур, Андхра-Прадеш, Индия). Храмы в честь Венкатешвары встречаются в разных штатах Индии и за границей.
Паломниками в Тирупати являются как вайшнавы, так и шайвы. Индологи полагают, что образ Венкатешвары восходит к аборигенному божеству, сочетавшему в себе шиваитские и вишнуитские черты и атрибуты. По легенде, однажды он сам оставил себе присущие Вишну диск и раковину и соединился с ним. Но мифология сохраняет связи божества с Шивой и Муруганом.

## Этимология
Индологи полагают, что имя Венкатешвара буквально означает «хозяин горы Венката» и произошло в результате слияния слов «Венката» (название гор в штате Андхра-Прадеш) и «Ишвара» (Господь). Согласно Брахманда-пуране и Бхавишья-пуране имя Венката означает «разрушитель грехов» и происходит от санскритских слов «вем» (грехи) и «ката» (сила неприкосновенности).

## Легенды и мифы о Венкатешваре
Истории, связанные с Венкатешварой, описаны в стхала-пуранах, писаниях пост-ведийского периода. В них излагаются местные мифы, связанные с различными храмами и святынями. «Тирумала стхала-пурана» гласит, что мудрец-брахман Бхригу оскорбил Вишну и его супругу Лакшми. Та не смогла стерпеть поступка Бхригу и покинула Вайкунтху. Лакшми прокляла род брахманов, сделав их бедными. Лакшми остановилась возле Колхапура, где пребывала в одиночестве. Вишну в поисках супруги снизошёл на Землю. Не найдя Лакшми, он сел под дерево тамаринда и погрузился в медитацию без еды и сна. Вокруг неподвижно сидящего Вишну возник термитник. Там его обнаружил пастух, и местный раджа по имени Тондайман построил на примечательном месте святилище. Это произошло в горах Тирумалы, где в настоящее время осуществляется поклонение Венкатешваре.
В земном воплощении в теле молодого юноши Шриниваса Вишну вновь женился на девушке по имени Падмавати родом из княжеской семьи. Падмавати была не простой девушкой, а Ведавати, воплощением духа Ситы (супруги Рамы в предыдущей инкарнации Вишну). Считается, что она является частичной аватарой самой Лакшми. На свадьбу Шринивас занял у бога богатства Куберы много денег, которые обещал вернуть до разрушения Вселенной (конца «дня Брахмы»). В присутствии всех богов Шринивас женился на Падмавати. Когда все трое, Шринивас, Лакшми и Падмавати, встретились, Шринивас превратился в статую из чёрного камня (которая стала мурти Венкатешвары). Лакшми (Шри-деви) и Падмавати (Бху-деви) остались с Шринивасом и заняли свои места слева и справа от него.
Чтобы расплатиться с Куберой, Вишну попросил Лакшми лишать людей богатства. В поисках материального процветания, люди будут обращаться к Вишну и делать ему пожертвования. Накопленные богатства должны вернуться к Кубере. Это объясняет традицию обильных денежных подношений в храме Венкатешвары. Считается, что образ Шриниваса будет оставаться на Земле, пока долг Кубере не будет полностью выплачен. Полный перевод «Тирумала стхала-пурана» на русском языке отсутствует, однако можно найти его вольный пересказ.

## Внешний облик божества
Подавляющее число посетителей храма не имеют возможности лицезреть образ Венкатешвары без многочисленных цветочных гирлянд, одеяний и украшений. Единственное описание внешнего вида Венкатешвары изложено в книге экс-председателя «Тирупати-Тирумала Девастханам» (некоммерческого фонда, отвечающего за содержание храмового комплекса) Натешейера Рамешана (1921—1981) под названием «Храм Тирумалы», переиздававшейся с 1981 по 2012 годы:
Книга «Храм Тирумалы»:

Фигура Господа богато украшена ниспадающими локонами волос, некоторые из которых покоятся на его плечах. Нос и рот изящно вырезаны [из камня]. Подбородок и уши пропорциональны. С ушей свисают прекрасные украшения. Грудь Господа великолепна и, если её измерять, будет от 36 до 40 дюймов в ширину [91—102 см.], а талия между 24 и 27 дюймами [61—69 см.]. Шея и тело изящно сформированы. Живот также прекрасно обработан [каменщиком]. Господь имеет четыре руки, две верхние, вырезаны так, чтобы держать чакру и раковину; чакра и раковина не являются составной частью скульптуры. Верхняя правая рука держит Сударшана-чакру; верхняя левая рука держит Панчаджанью, раковину Господа Вишну, в которую трубят во времена войны. Нижняя правая рука Господа находится в варада-мудре, в то время как нижняя левая рука находится в мудре катьяваламбита-хаста. Пальцы левой руки покоятся на левом бедре, а её большой палец почти параллелен линии талии. Хотя божество не находится в точной позе трибханга, тело вокруг и ниже талии имеет небольшой наклон налево, его колени немного согнуты и развернуты вовне, что придает ему определённое изящество и очарование. Мать Лакшми вырезана на правой груди Господа в сидящей позе и является неотъемлемой частью мурти [то есть неотделима от всей фигуры]. Священный шнурок брахмана и четыре ожерелья ясно различимы. На руках находятся браслеты. Фигура одета в дхоти от талии до ступней ног, а её верхняя часть ничем не прикрыта. Соски на груди похожи на бутоны и хорошо просматриваются. На нём видна набедренная повязка в 2 дюйма толщиной [5 см.]. Ноги и ступни Господа красивы, сильны и изящны. Оба колена согнуты и немного выдаются вперед, придавая фигуре величественное очарование и изящество. Ноги являются образцом совершенства и имеют украшения около лодыжки. Изображение Господа имеет отметки на плечах, напоминающие шрамы от постоянного ношения лука и колчана [оружия Рамы]. Фигура Господа составляет приблизительно десять футов [3 метра] высотой и стоит на платформе в 18 дюймов [46 см.]. Платформа представляет собой цветок лотоса с надписями по периметру.
Образ Венкатешвары не соответствует правилам, установленным в Агамах. Это отличает его от других традиционных мурти Вишну. Традиционно считается, что мурти Венкатешвары является самопроявленным, то есть нерукотворным. Таким образом, считается, что он может не удовлетворять правилам из Агам.
— Н. Рамешан

## Украшения
Фигура Венкатешвары во время даршана покрыта одеждами из золота. Все украшения, а также корона, раковина, чакра, рукавицы для передних рук усыпаны бриллиантами и драгоценными камнями. Грудь украшена изумрудом диаметром 3 дюйма. Голову венчает усыпанная драгоценными камнями корона, подарок раджи Акаши из династии Чола. С ушей свисают золотые серьги в форме морских чудищ. На одном из ожерелий находится пара когтей тигра, отделанных золотом. На каждой подвеске выгравирована гирлянда с образом Лакшми. Венкатешвара носит два рукотворных ожерелья: одно ожерелье из семян туласи, другое — из священных камней шалаграмов, оправленных в золото и с выгравированным текстом Сахасранамы (тысячи имён Вишну). Божество украшают нарукавники в форме двух кобр с капюшонами. Меч Венкатешвары известен как «Сурьякатари». Он свисает с пояса, украшенный изображениями десяти аватаров Вишну. Грудь божества украшают два значка из золота: четырёхрукая Лакшми с лотосами находится на правой стороне, а Падмавати — левой.
Учёт драгоценных даров, сделанных на протяжении столетий раджами и богатыми меценатами, начался только в 1930-х годах. Происхождение большей части ювелирных изделий, в которые одевают Венкатешвару, остаётся неизвестным. В 2012 году администрация храма решила выставить украшения на всеобщее обозрение в Музее Шри Венкатешвары в Тирумале. В обычные дни они хранятся в «бокасам», храмовой казне в условиях повышенной безопасности. Фотографии отдельных драгоценных реликвий можно найти в Интернет. В 2018 году уволенный священник, Рамана Дикшитулу, утверждал, что один драгоценный «розовый алмаз», подаренный божеству, пропал без вести и был обнаружен на международном аукционе.

## Ритуальное богослужение
В храмовых правилах описаны ежедневные, недельные и годовые ритуалы, проводимые для Венкатешвары, а также все необходимые украшения для мурти. Лицо образа покрыто огромным пятном очищенной камфары, над ним находится гигантская тилака. Очищенная камфора используется каждый день для покрытия подбородка. Глазная мазь наносится на глаза. По четвергам, все украшения убираются и заменяются цветами. В пятницу утром цветы убираются, тилака наносится белой глиной и совершается полное ритуальное омовение (абхишека) с пастой куркумы. В другие дни ежедневному ритуальному купанию подлежат золотые одежды божества. Образ одет в длинную шёлковую или хлопчатобумажную одежду, обшитую золотыми кружевами. Каждый день вместе с пастой из сандалового дерева ноги божества покрывают новым куском шёлка, после чего его раздают преданным Вишну.
| Ритуал                                               | Видеоссылка |
| ---------------------------------------------------- | ----------- |
| Венкатеша-супрабхатам в исполнении М. С. Суббулакшми | Ссылка      |
| Томала-сева                                          | Ссылка      |
| Арчана                                               | Ссылка      |
| Эканта-сева                                          | Ссылка      |

### Венкатеша-супрабхатам
Супрабхатам (suprabhātam, санкр. सुप्रभातम्) дословно означает «благовестие рассвета». Это утренний гимн на санскрите, который поют для ритуального пробуждения божества. Пробуждение Венкатешвары производится ежедневно в предрассветный час c 2:30 до 3:00 утра. Венкатеша-супрабхатам сочинён в 1430 году Аннангарачарьей (Annangaracharyar), учеником Манавала Мамуни. Ритуал в общей сложности длится около получаса. На даршан Венкатешвары в час супрабхатам паломники могут попасть по отдельным билетам. Самой известной исполнительницей Венкатеша-супрабхатам была и продолжает оставаться Мадурай Санмукхавадиву Суббулакшми (1916—2004). В её исполнении утренний гимн ежедневно воспроизводится во многих домах и храмах Южной Индии. В Тирупати на одном из уличных перекрёстков (13°37′45″ с. ш. 79°25′40″ в. д.) в 2006 году ей установлен бронзовый памятник.

### Томала-сева
Томала-сева (thomala seva) — подношение божеству цветочных гирлянд. Для Венкатешвары готовится несколько гирлянд из разных цветов, а также из туласи. Они вещаются на шею божества, имеют строго заданный размер и преподносятся в определённой последовательности. Гирлянды к божеству доставляют главный священник храма (jeeyangar) и его ученик (ekangi) в сопровождении факельной процессии под звуки храмового гонга. Ритуал выполняется в течение получаса в 3:30 утра по вторникам, средам и четвергам.

### Арчана
Арчана (archana) представляет собой индивидуальное поклонение, производимое брахманом от имени посетителя храма. В процессе арчана брахман упоминает имя, месяц рождения и семейную линию просителя, представляя его божеству. Считается, что благодаря арчана божество обращает внимание на посетителя и тот получает индивидуальное благословение. В присутствии Венкатешвары арчана исполняется с 1518 года. Перед лицом божества брахман декларирует 1008 имён Господа (Вишну-сахасранама). Однако особенностью арчана для Венкатешвары является тот факт, что посетители не упоминаются, поскольку в ритуале участвует около тысячи человек. Вместо индивидуального благословения брахманы просят о благополучии всего мира. Арчана выполняется по вторникам, средам и четвергам с 4:15 до 5:00 утра.

### Эканта-сева
Эканта-сева (ekanta seva) является последним среди ежедневных ритуалов, её также называют «панупу-сева» (panupu seva). Для Венкатешвары эканта-сева совершается с 1513 года. Она представляет собой ритуал укладывания божества для ночного сна. Ранее надетые на божество гирлянды и нанесённая сандаловая паста убираются. Переносное мурти (его называют «утсава-мурти») с использованием серебряных цепочек укладывается в золотое ложе. Ему предлагаются молоко, фрукты и миндаль. Потомки знаменитого поэта Аннамачарьи играют Венкатешваре колыбельную. Наследники не менее известной поэтессы Венгамамбы проводят последнее ночное арати, «арати Венгамамбы», во время укладывании Венкатешвары ко сну. После эканта-сева, которая проводится в 1:30 ночи, храм закрывает свои двери для посетителей. Считается, что ночью Брахма приходит молиться Вишну в облике Венкатешвары, поэтому некоторые ритуальные принадлежности, например, серебряные чаши с водой, оставляются в святилище.

## Галерея изображений

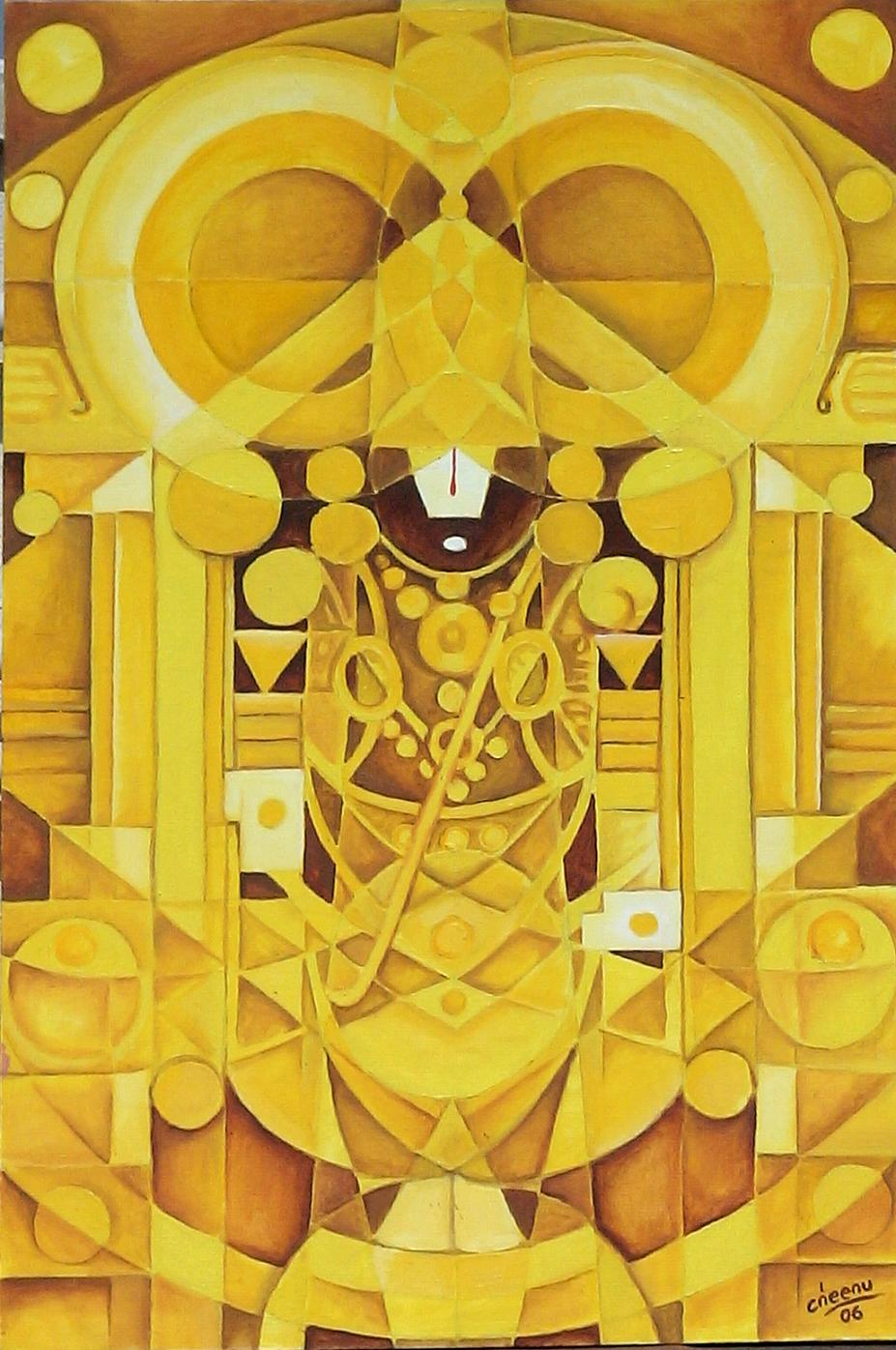
Стилизованное изображение Баладжи кисти индийского художника Чину Пиллаи
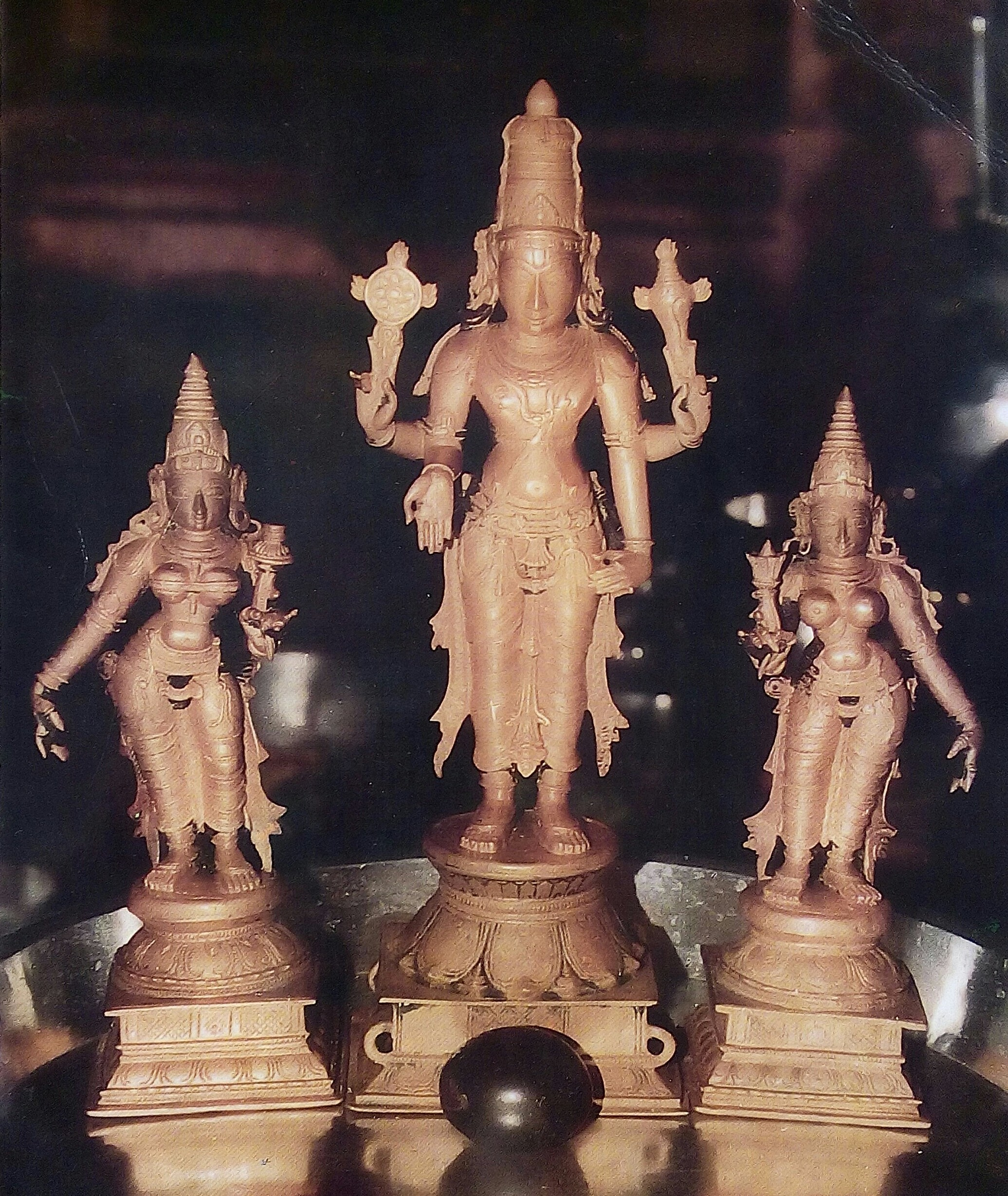
Металлическое мурти Венкатешвары с Шри-деви и Бху-деви, Гошрипурам, Индия
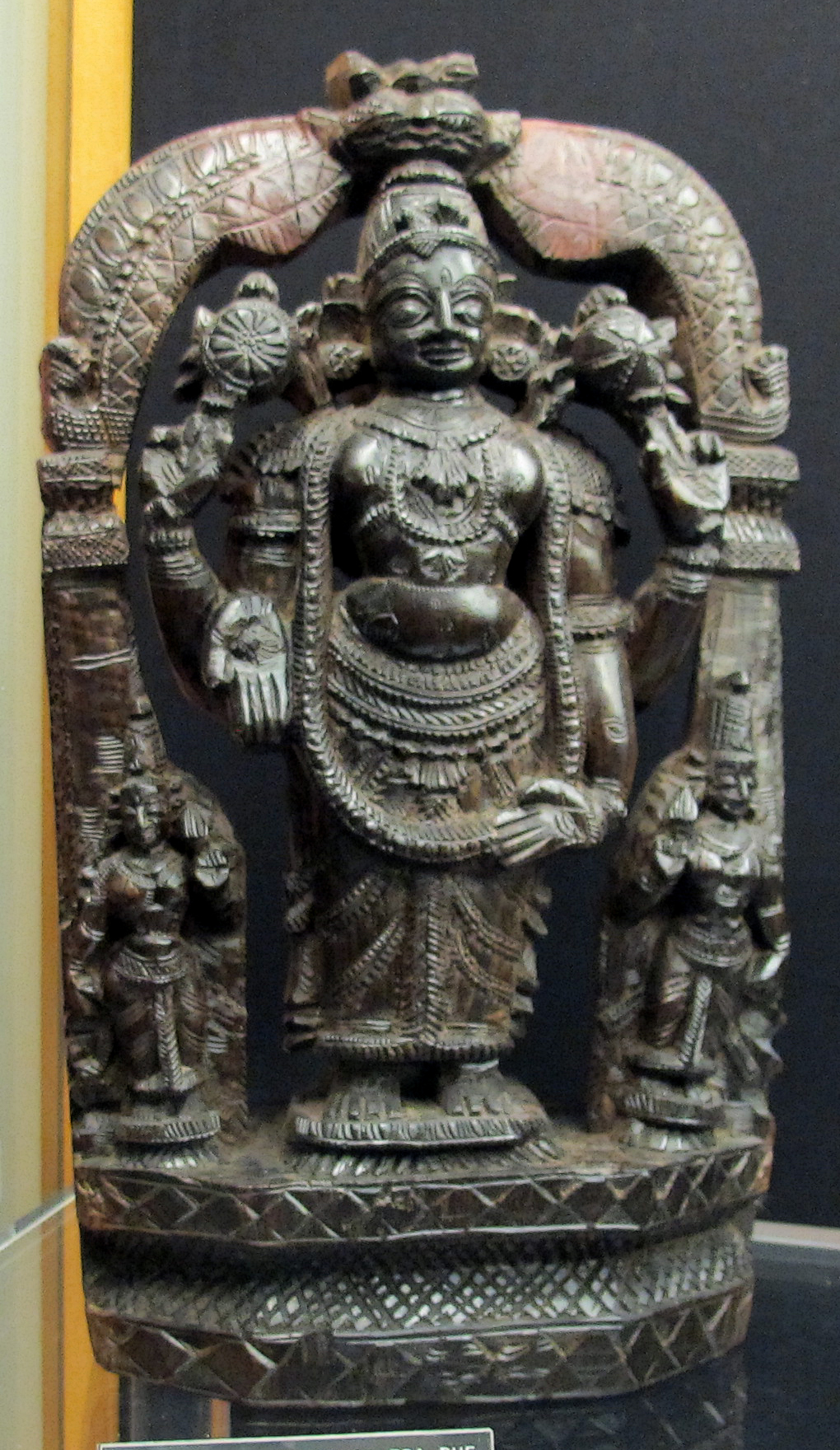
Изображение Баладжи из Музея естественной истории (Флоренция)
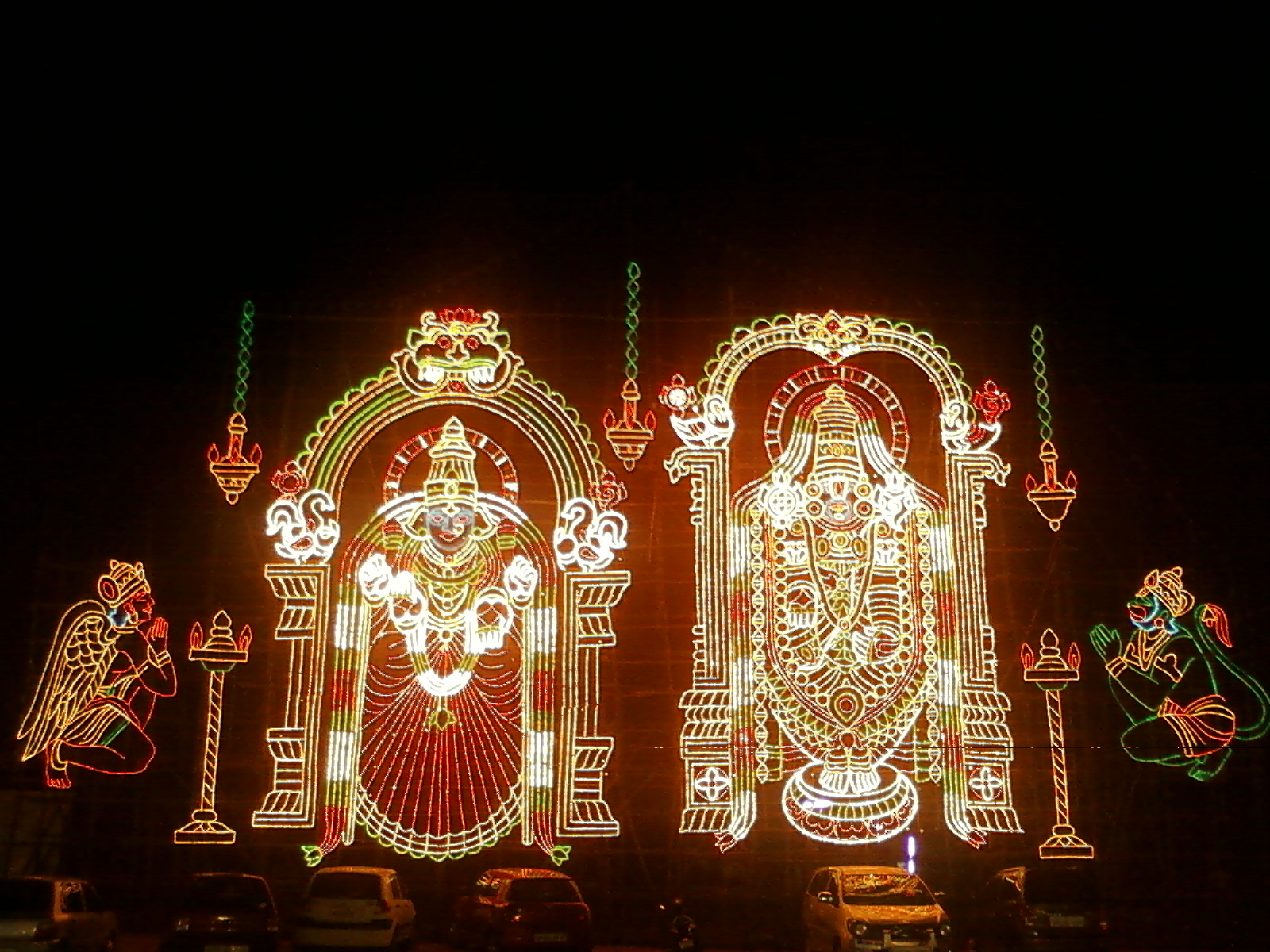
Светящиеся образы Падмавати и Венкатешвары во время праздника в Вишакхапатнаме
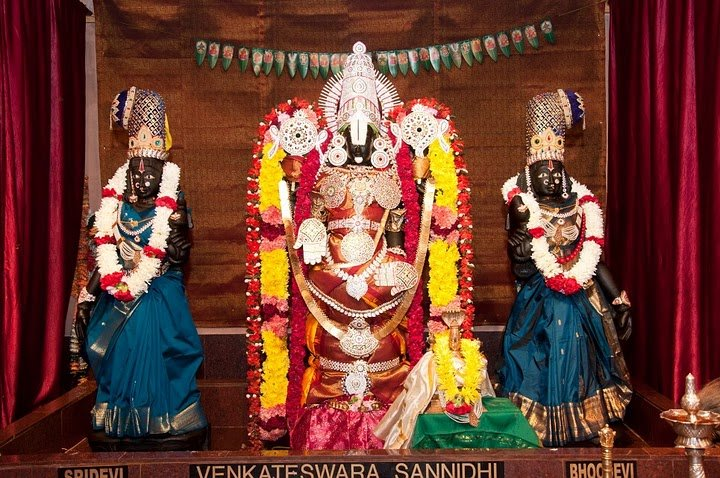
Мурти Венкатешвары с Шри-деви и Бху-деви, индуистский храм в Понтиаке, Мичиган
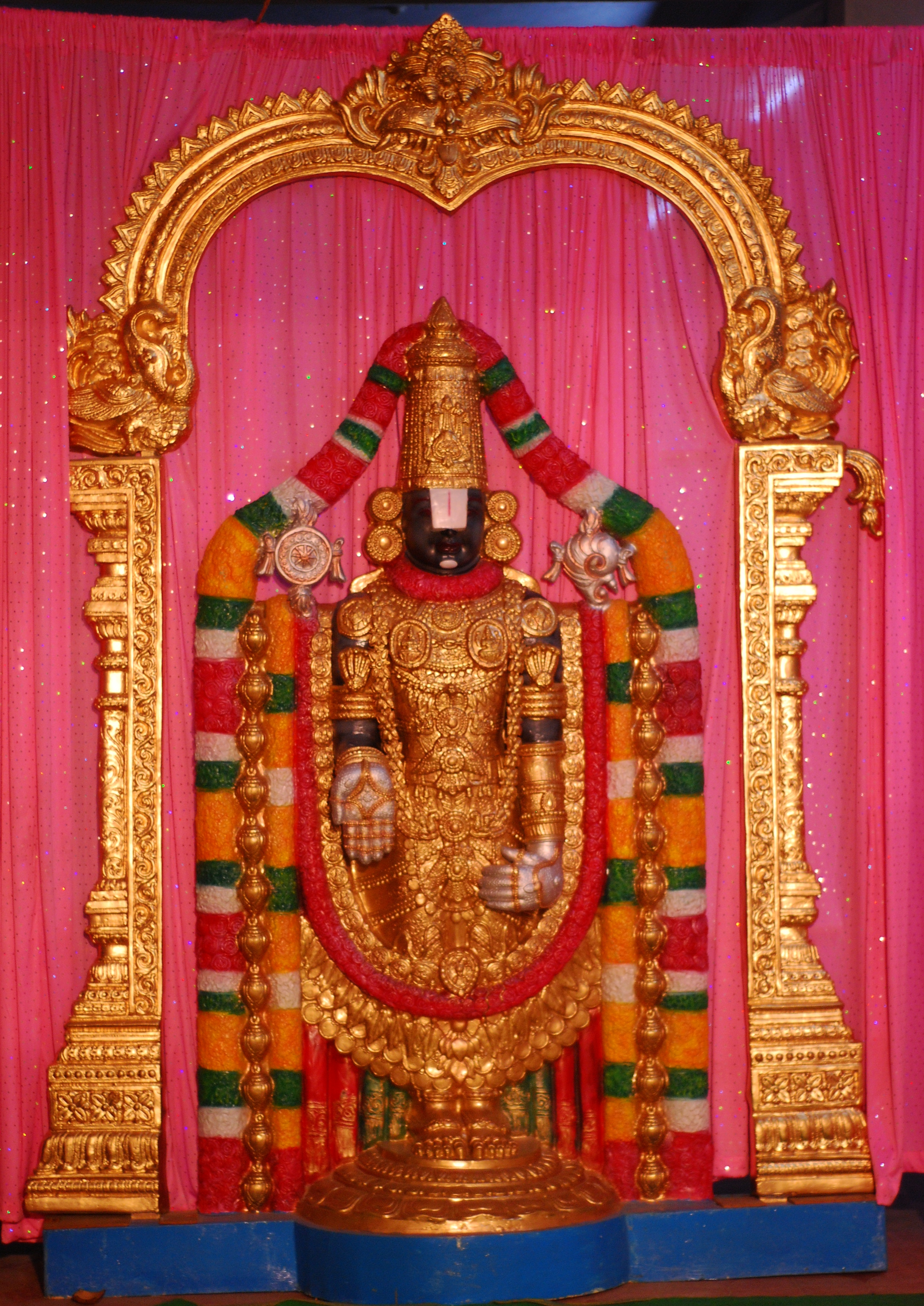
Образ Венкатешвары на индийской свадьбе
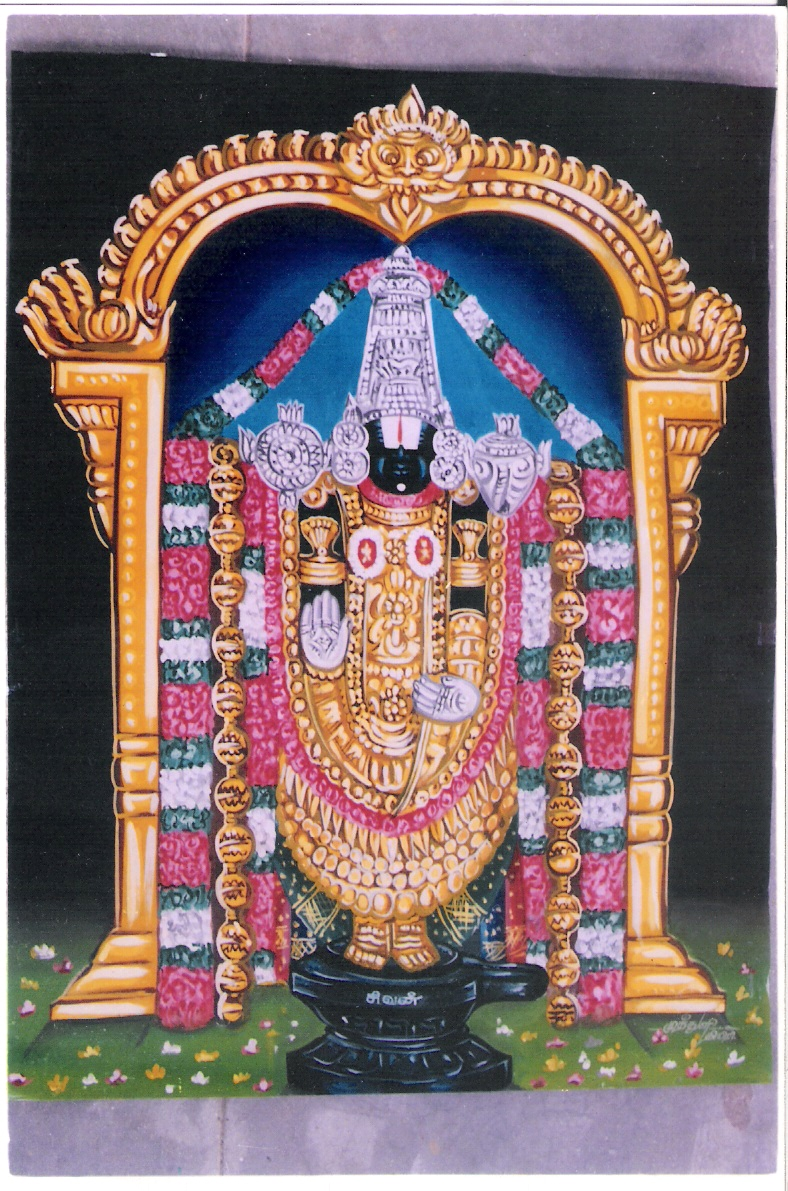
Изображение Венкатешвары, стоящего на йони Шивы
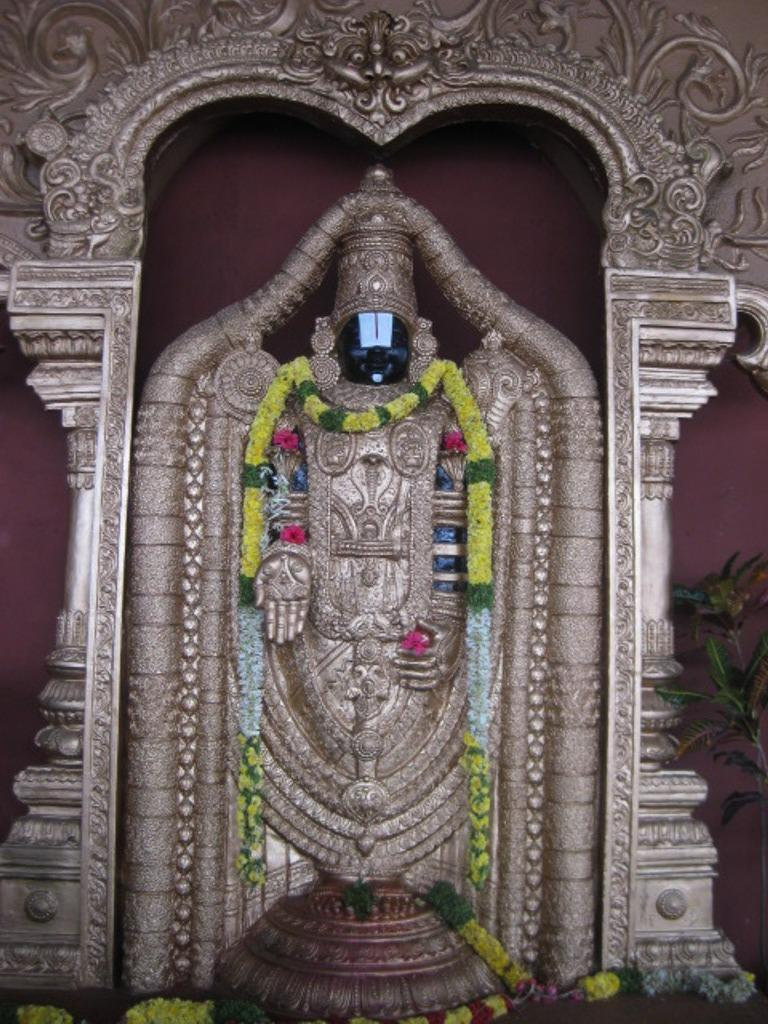
Мурти Венкатешвары в храме Венкатешвара-Вишну, Мангапурам, Индия
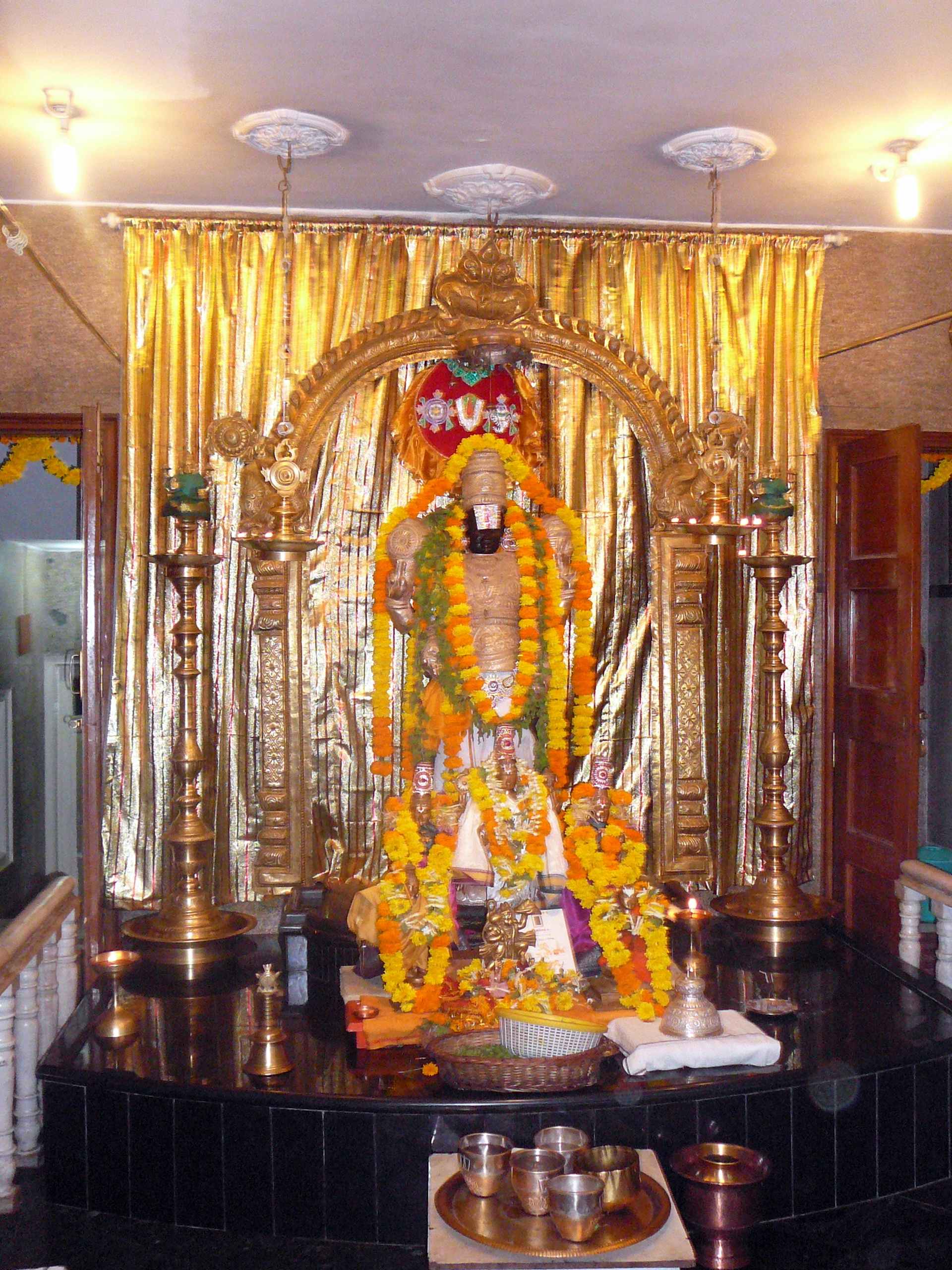
Домашний алтарь с Венкатешварой в Мумбае, Индия
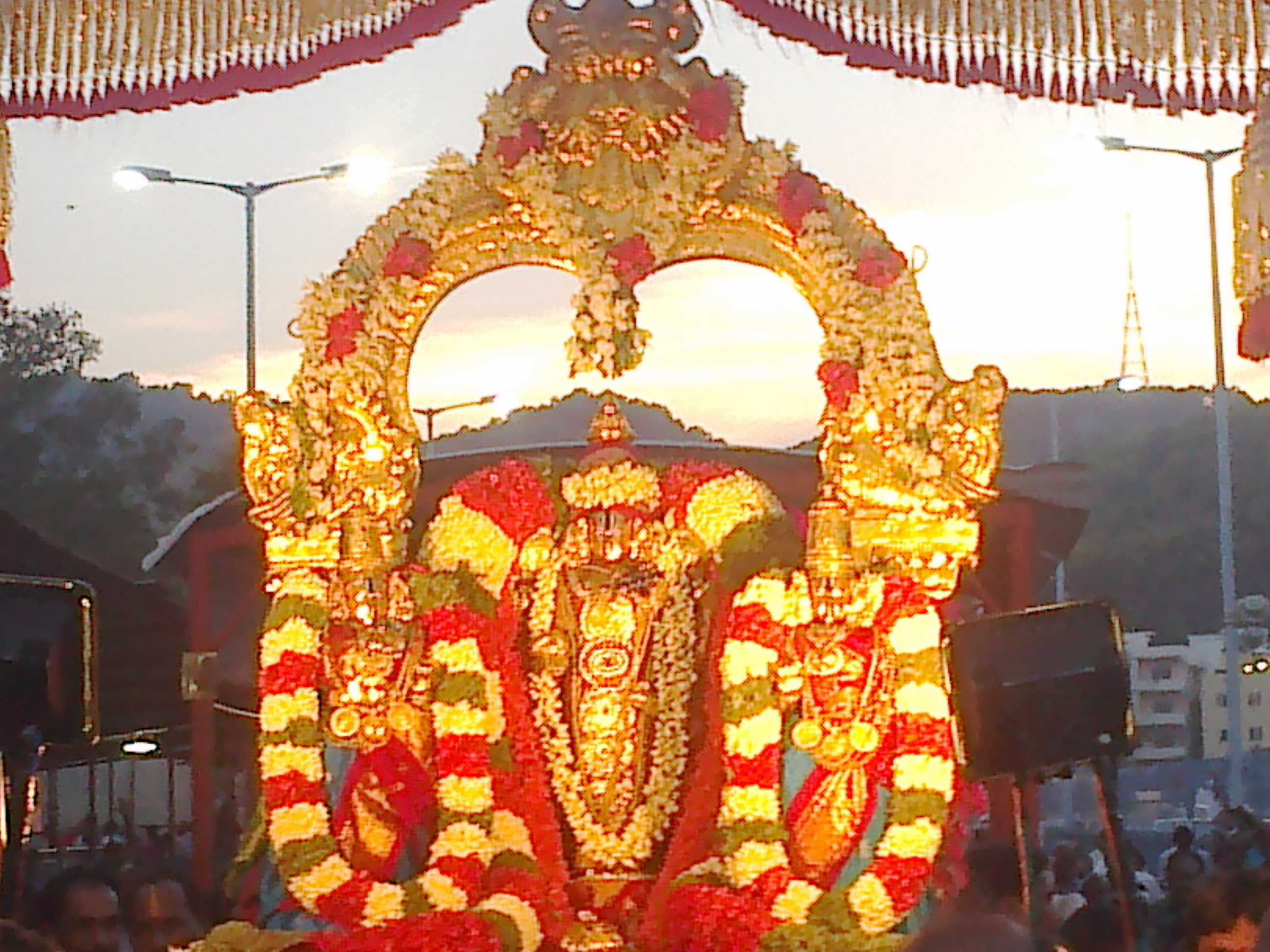
Фестивальное (переносное) мурти Венкатешвары в Тирупати
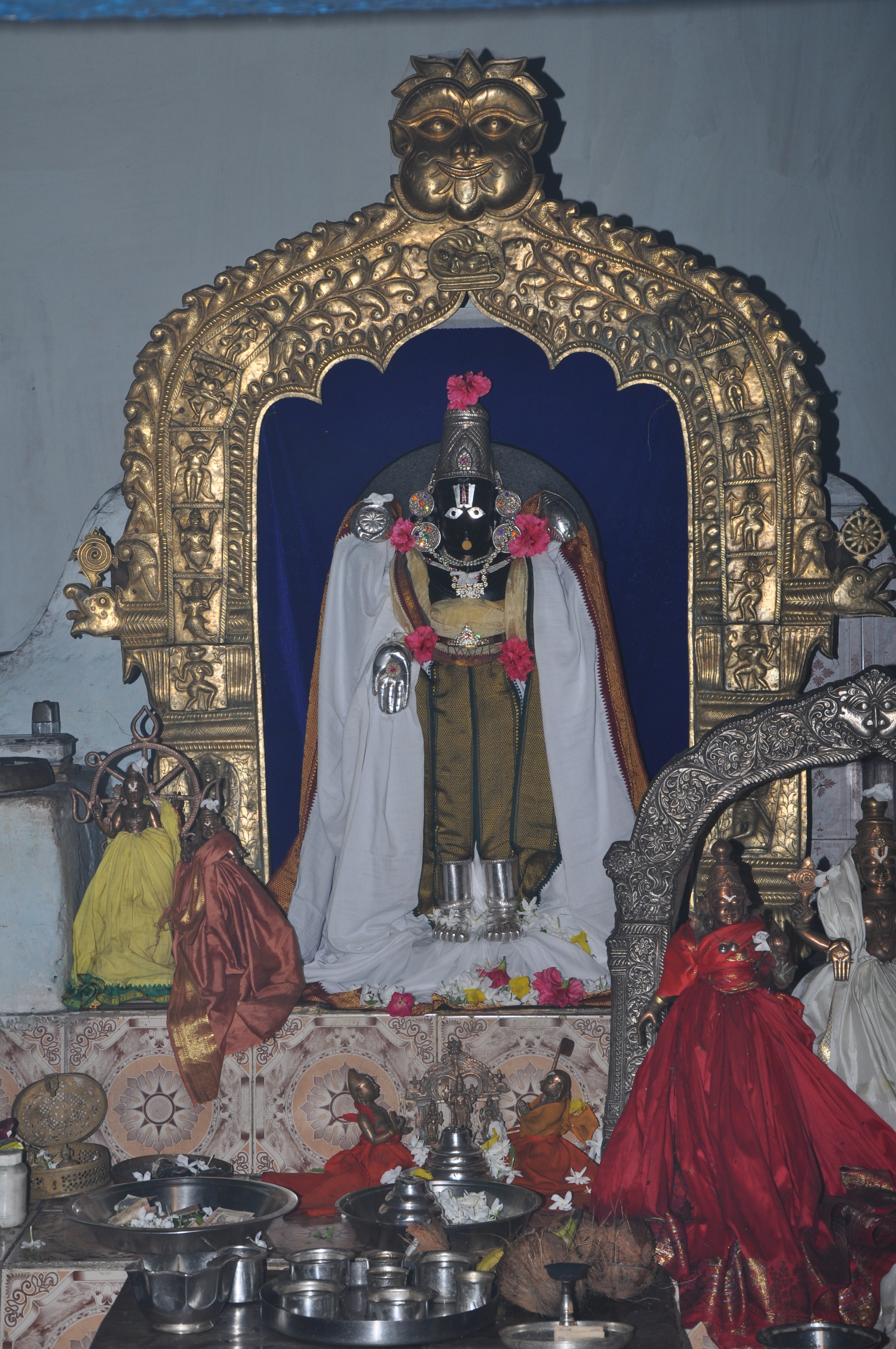
Мурти Баладжи в храме Шри Венкатешвара Свами, Балиджипета, Индия
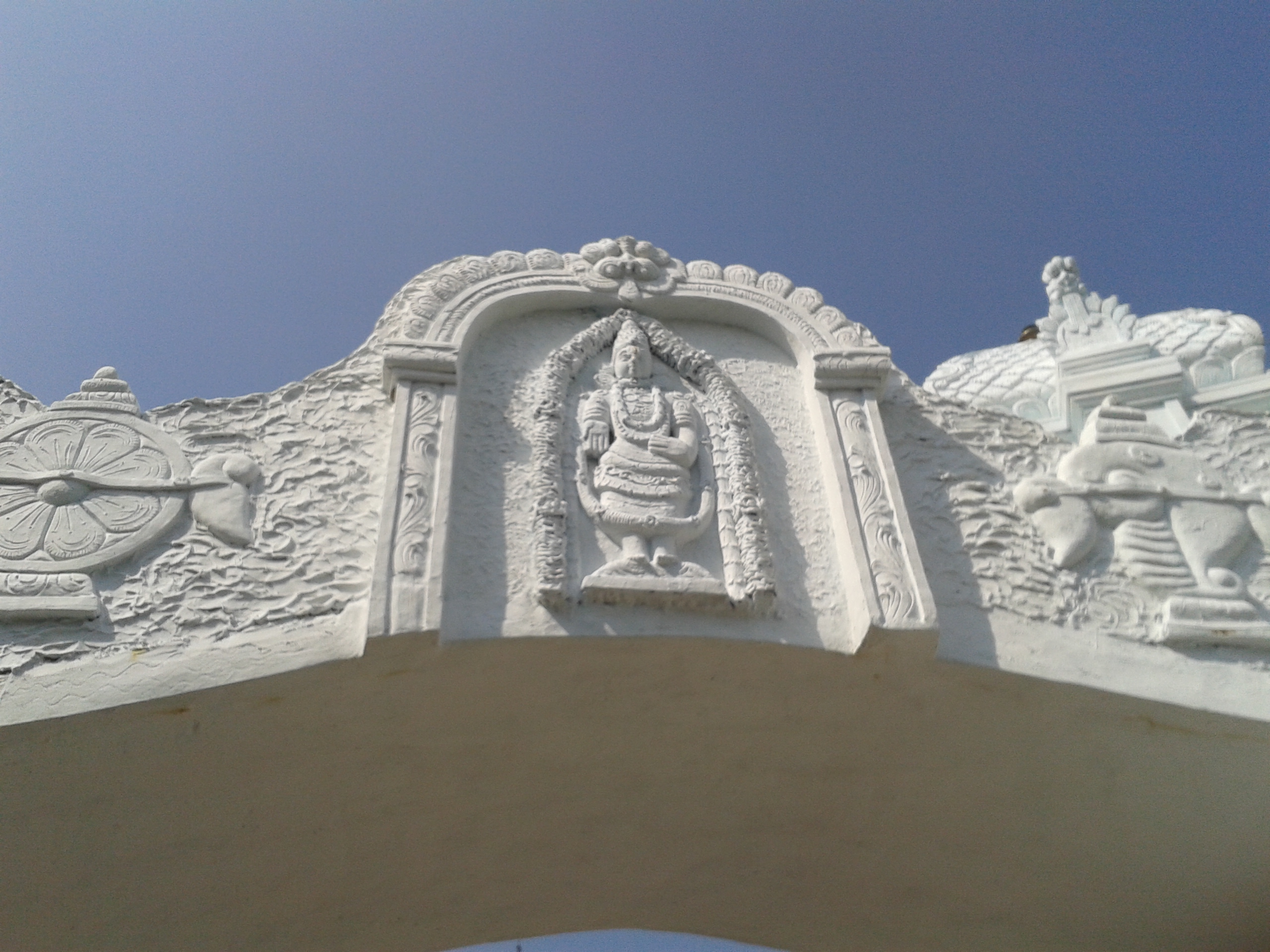
Изображение Венкатешвары на надвратной арке храма Нунапарти Баладжи, Вишакхапатнам, Индия

## Прочее
- Компания CIT Coin Invest из Лихтенштейна в 2014 году отчеканила две серебряные монеты в честь Венкатешвары, достоинством 5 и 20 долларов США[18].